# ت ع م-04:30
ت ع م-04:30 تعريف لإزاحة زمنية من التوقيت العالمي لـ 04 : 30.

## التاريخ
تم استخدامه فقط في فنزويلا، أولاً بين عام 1912 و1965، ومرة أخرى من 9 ديسمبر 2007، إلى 1مايو 2016. في الوقت الحالي، المنطقة الزمنية لفنزويلا هي ت ع م-04:00.